# George F. Baker Jr. and Sr. Houses
La Casas George F. Baker Jr. and Sr.  es una casa histórica ubicada en Nueva York, Nueva York. La Casas George F. Baker Jr. and Sr. se encuentra inscrita  en el Registro Nacional de Lugares Históricos desde el 3 de junio de 1982. 

## Ubicación
La Casas George F. Baker Jr. and Sr. se encuentra dentro del condado de Nueva York en las coordenadas 40°47′06″N 73°57′15″O / 40.785, -73.954167.